# Stypodon signifer
Stypodon signifer (tên tiếng Anh là Stumptooth Minnow) là một loài cá vây tia đã tuyệt chủng thuộc họ Cyprinidae.
Loài này chỉ có ở México.